# Великогусинівська сільська рада
Великогуси́нівська сільська рада (рос. Большегусиновский сельский совет) — сільське поселення у складі Петуховського району Курганської області Росії.
Адміністративний центр та єдиний населений пункт — село Велике Гусине.
Населення сільського поселення становить 279 осіб (2017; 340 у 2010, 415 у 2002).